# 巧尔齐召
巧尔齐召，清朝赐名“延禧寺”，位于内蒙古自治区呼和浩特市玉泉区，是一座藏传佛教格鲁派寺院。巧尔齐召是呼和浩特地区“八小召”之一。

## 简介
巧尔齐召位于呼和浩特旧城内，达尔班卓尔齐于清朝康熙年间建造，获清廷赐名“延禧寺”。
1964年10月22日，内蒙古自治区人民委员会公布内蒙古自治区第一批重点文物保护单位名单，乌审旗嘎拉图庙革命遗址、呼和浩特市巧尔气召革命遗址等24处入选。后来随着呼和浩特旧城拆迁改造，巧尔齐召、乃莫齐召、太平召均受到严重损毁。2006年，“巧尔齐召家庙”被列为第四批内蒙古自治区文物保护单位。